# Calea ferată Bălți–Rîbnița–Slobidka
Calea ferată Bălți–Rîbnița–Slobidka este o cale ferată cu ecartament larg (rus) ce leagă gara Bălți de gara Slobidka⁠(uk)[traduceți] via Rîbnița. 
Porțiunea dintre Bălți și Rîbnița  are 126 km, trece prin primul și singurul tunel de cale ferată din Republica Moldova și prin intermediul podului dintre Mateuți și Rîbnița leagă feroviar Basarabia de Podolia peste râul Nistru.
În timp ce segmentul dintre Bălți și Nistru este în exploatarea Căilor Ferate din Republica Moldova, cel din Transnistria este exploatat de Calea Ferată Transnistreană⁠(ru)[traduceți], iar cel din Ucraina de Calea Ferată din Ucraina⁠(uk)[traduceți].

## Istoric

#### Contextul

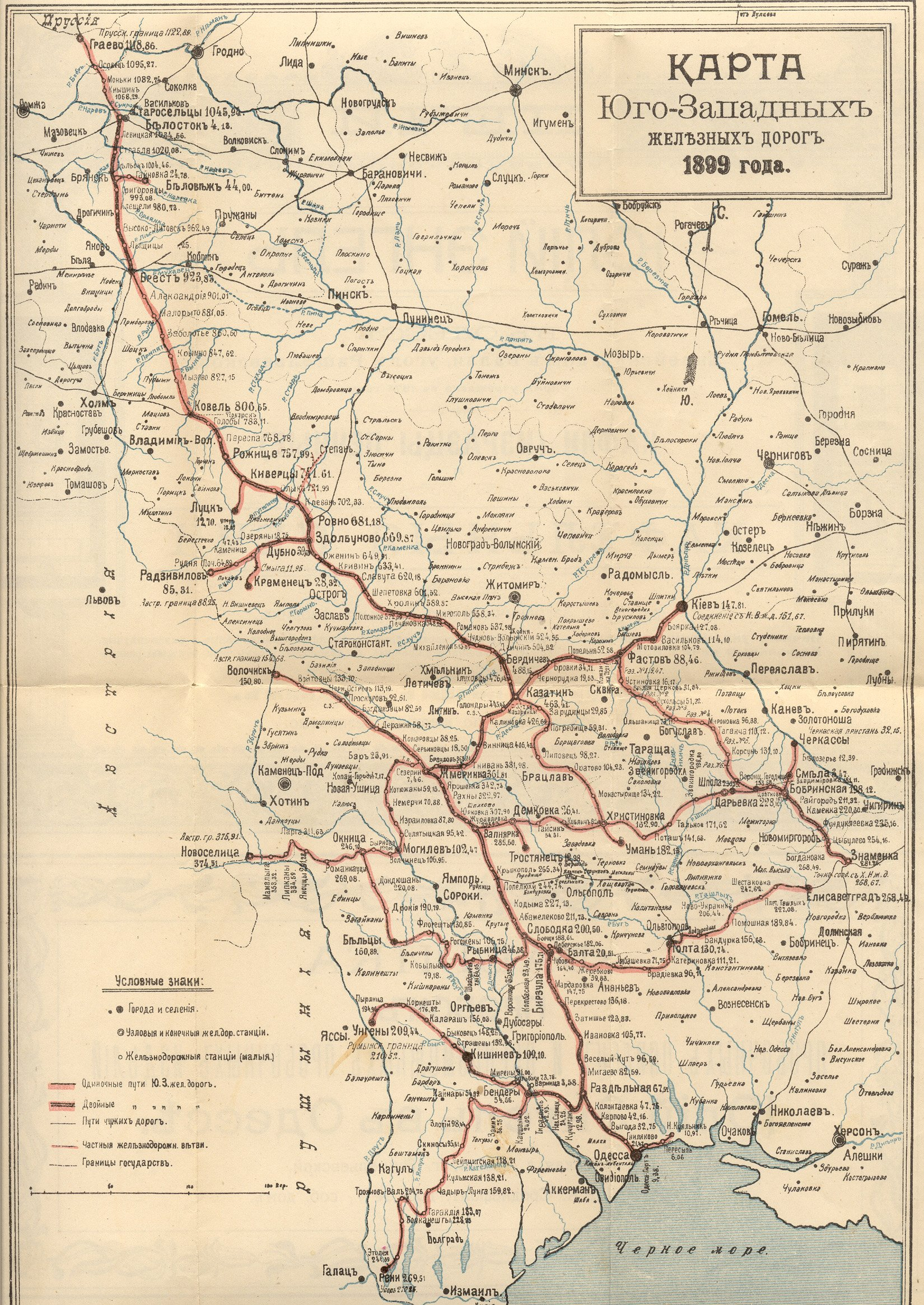
Harta căilor ferate de sud-vest din Imperiul Rus.

Rețeaua feroviară a Basarabiei a fost construită astfel încât să se realizeze conexiuni strânse cu Odesa si Kiev, în concordanță cu interesele Imperiului Rus de rusificare a provinciei, urmărindu-se, de asemenea, o exploatare rapidă și rentabilă. Drept urmare, s-au folosit 12 tipuri de șine ușoare (de 20 kg/m liniar) așezate direct pe terasament, în mare parte pe balast de nisip. La traverse s-a folosit lemn de esență moale (brad sau pin), astfel că acestea crăpau rapid ca urmare a presiunii și izbiturilor asociate cu funcționarea materialului rulant.
Pentru a face economie, antreprenorii au preferat executarea unor trasee șerpuite în locul construcției de lucrări de artă, au ridicat poduri provizorii și cantoane puține, în mod majoritar din lemn. Din aceleași motive în zona de sud traseele au fost prevăzute cu foarte puține semnale, instalații și aparate pentru asigurare circulației, astfel că, pe cele mai multe linii nu existau ace electrice sau mecanice. De asemenea, gările au fost ridicate la distanțe mari una de alta, iar stațiile importante au fost lipsite de magazii și rampe de încărcare (aceasta având un impact negativ asupra schimbului de mărfuri). Castele de apă, deși suficiente erau puține și aveau un volum mic, alimentarea acestora nebeneficiind de instalațiile necesare de epurare a apei, în condițiile în care alimentarea se făcea din ape de suprafață murdare sau dure.
Materialul rulant, insuficient și deteriorat era antrenat de locomotive alimentate cu lemn, iar șasiul vagoanelor era de lemn.
Drept efect al tuturor impedimentelor menționate mai sus frecvența de circulație a trenurilor era astfel, redusă, vitezele erau mici (10-30 km), tonajele erau reduse și întârzierile erau frecvente.

### Edificarea căii ferate

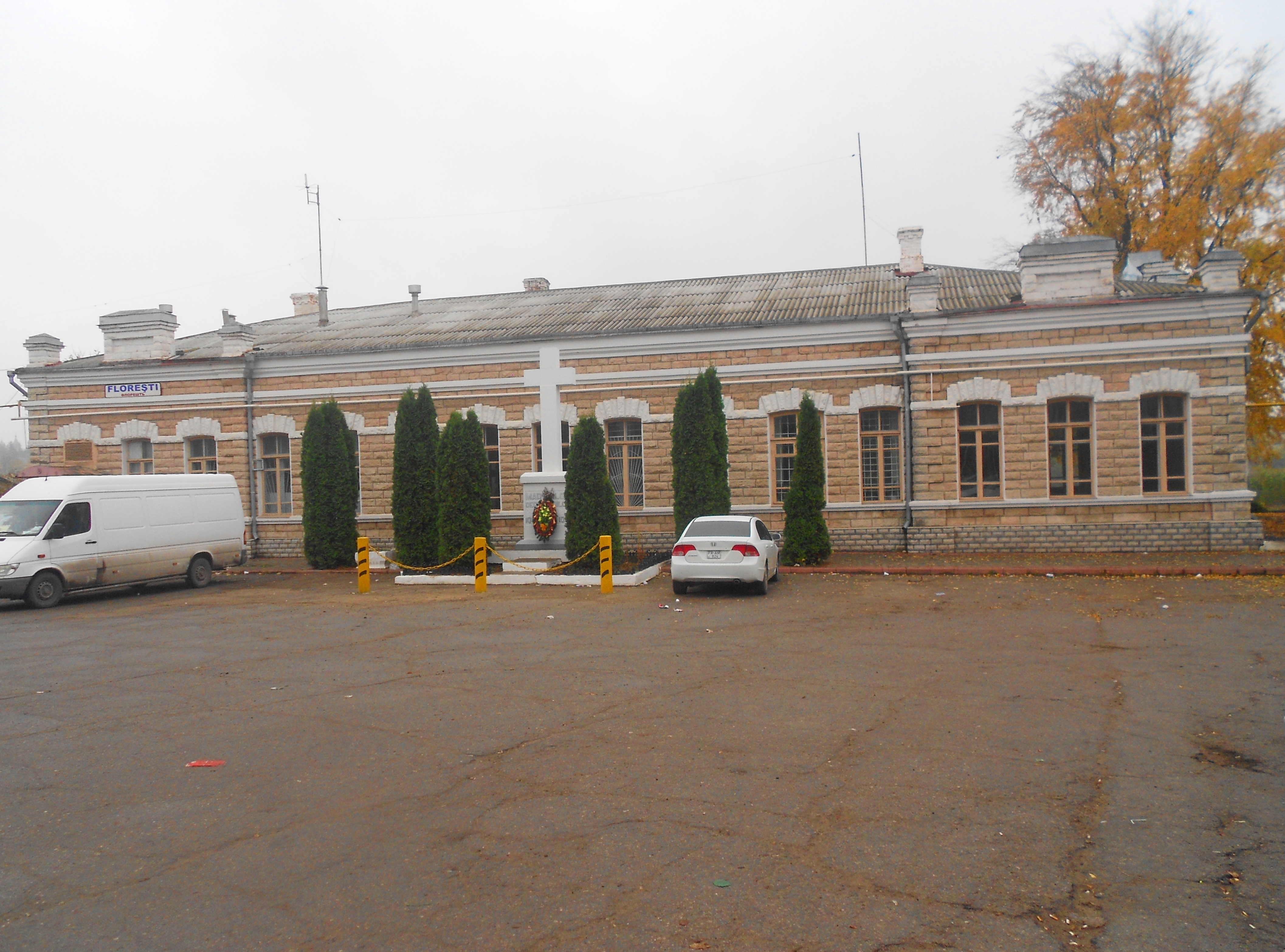
Gara Florești.

După răscumpărarea în anul 1890 a căilor ferate din Basarabia edificate de către Societatea Căilor Ferate ale Odessei, Rusia le-a inclus în Direcția Căilor Ferate de Sud-Vest ale Statului⁠(uk)[traduceți], aceasta ocupându-se în perioada 1892-1894 de construcția unei linii de cale ferată pe traseul Mateuți–Șoldănești–Cobîlea–Unchitești–Rogojeni–Țîra–Florești–Mărculești–Alexăndreni–Bălți. Tunelul de cale ferată de la Mateuți a devenit în acest context, primul tunel feroviar construit în Basarabia.
Linia, inaugurată în 1894, se conecta prin Râbnița și Cobasna la Slobidka, iar la Bălți a fost conectată cu linia de cale ferată spre Ocnița, prin care se ajungea la Noua Suliță (localitate unde se făcea conexiunea cu Căile Ferate Austro-Ungare).

### Evoluția liniei

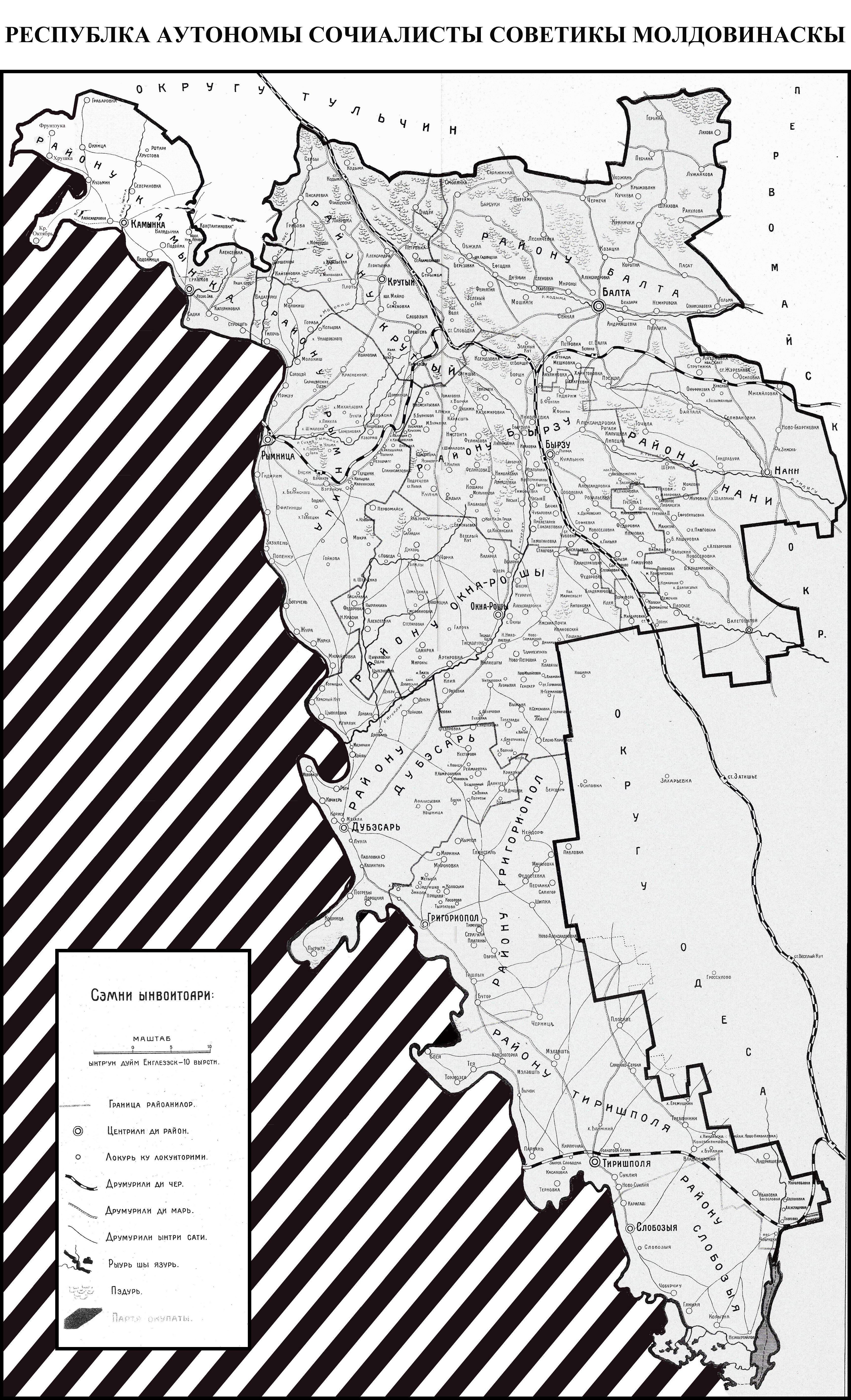
Tronsonul de cale ferată dintre Nistru și Slobidka ep harta RASS Moldovenească, aici în 1929.

Primul Război Mondial a degradat mult rețeaua feroviară basarabeană. După război, Regimentul 2 Căi Ferate a schimbat ecartementul liniei în ecartament normal. De asemenea, Direcția CFR a edificat pentru salariații săi locuințe, un punct sanitar, o școală primară și o școală de ucenici la Bălți.

## Structură

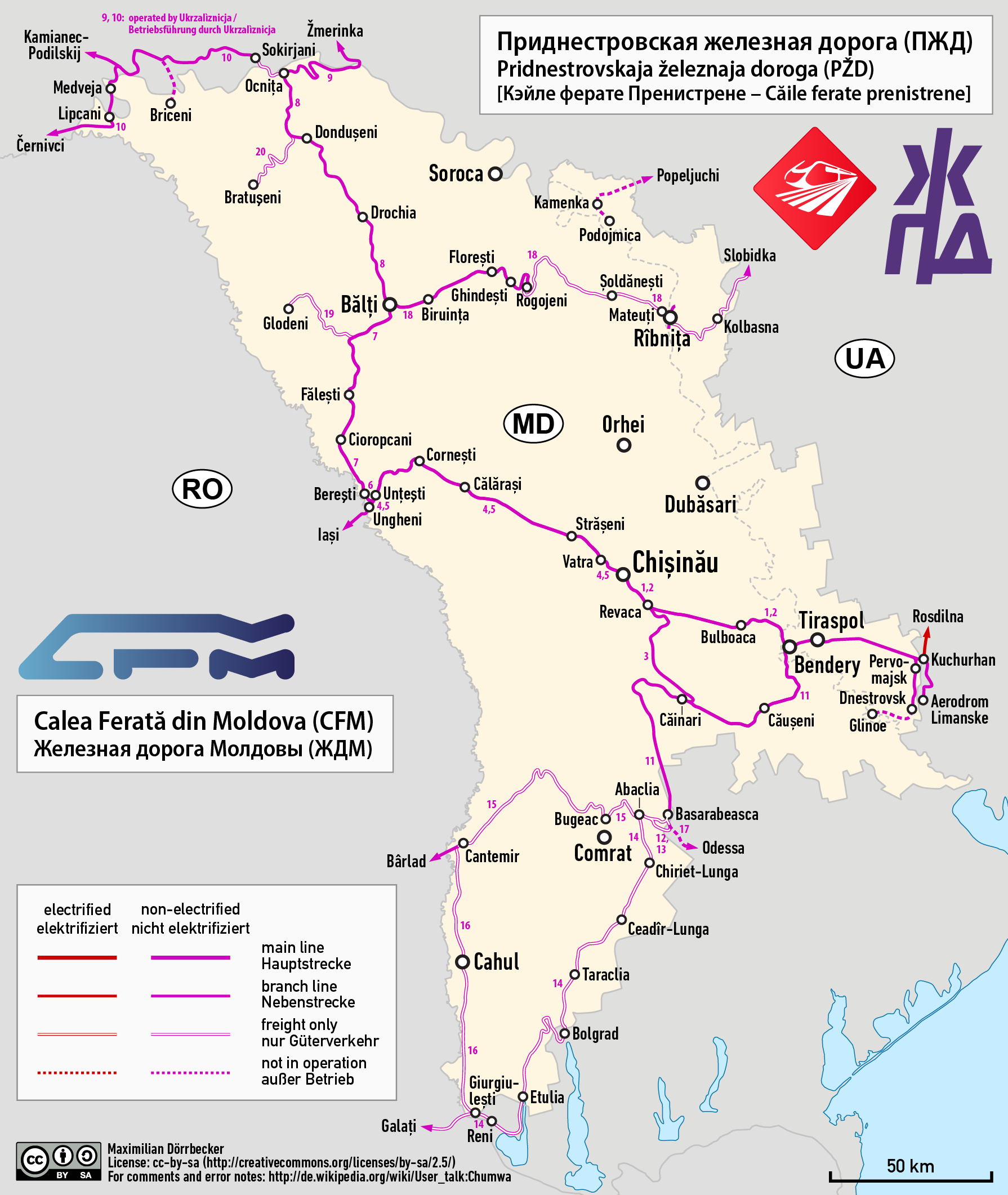
Calea ferată Bălți–Rîbnița–Slobidka pe harta CFM.

Ecartamentul căilor ferate normale edificate de Rusia în Basarabia înainte de 1918 este unul larg, de 1524 mm.

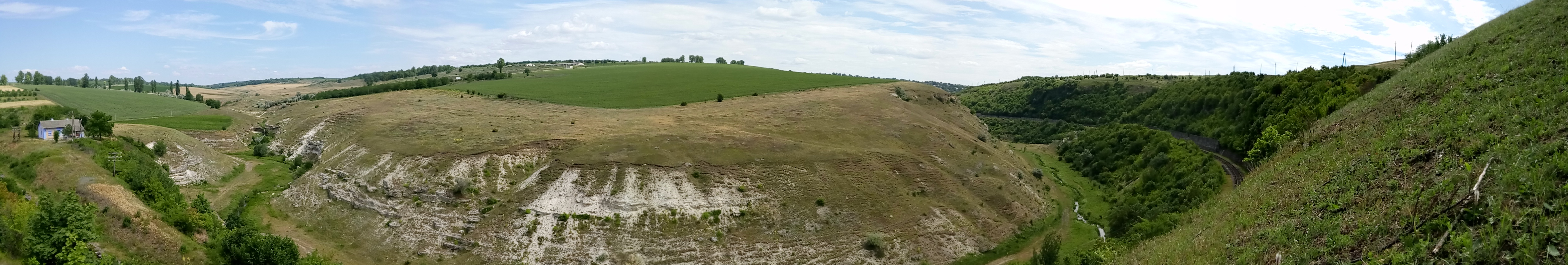
Calea ferată în Defileul Mare al Ciornei, între Glinjeni și Mateuți.

Traseul pornește din gara Bălți-Slobozia. Între Mateuți și Bălți, tronsonul de cale ferată are 114,5 km. Între Șoldănești și Mateuți, calea ferată parcurge Defileul Mare al Ciornei (spre capătul căruia se află și tunelul). Încă 11,5 km se adaugă prin intermediul segmentului Mateuți–Rîbnița, deservit de podul feroviar de peste Nistru.
De la Rîbnița, ajunge la Slobidka via Cobasna (stație de frontieră).

## Obiective feroviare

### Podul feroviar Mateuți–Rîbnița
Podul peste Nistru se află la 300 m de stația feroviară Mateuți. Actualmente este un pod metalic, reconstruit de sovietici după anul 1944.